# Pareumelea exstinguens
Pareumelea exstinguens är en fjärilsart som beskrevs av Louis Beethoven Prout 1931. Pareumelea exstinguens ingår i släktet Pareumelea och familjen mätare. Inga underarter finns listade i Catalogue of Life.